# Церква Діви Марії (Брюгге)
Церква Діви Марії (нід. Onze-Lieve-Vrouwekerk; фр. Église Notre-Dame) — готична церква в бельгійському місті Брюгге, побудована в XII—XIII століттях. Хори церкви були збудовані пізніше — у 14-15 ст. серією різних реконструкцій
Над лавами Церкви Діви Марії в Брюгге розміщені тридцять гербів лицарів, які були присутні в церкві в 1468 році на II капітулі ордена Золотого руна. У просторій церкві з високою вежею заввишки 122 м зберігається єдина скульптура Мікеланджело, що за його життя опинилася по той бік Альп, — «Діва Марія з немовлям» («Мадонна Брюгге»).
У хорі церкви, захищеному кованими ґратами, під розп'яттям 1594 року поховані герцог Бургундії Карл Сміливий і його дочка Марія Бургундська. Надгробки виконані в стилі полум'янистої готики.

## Галерея

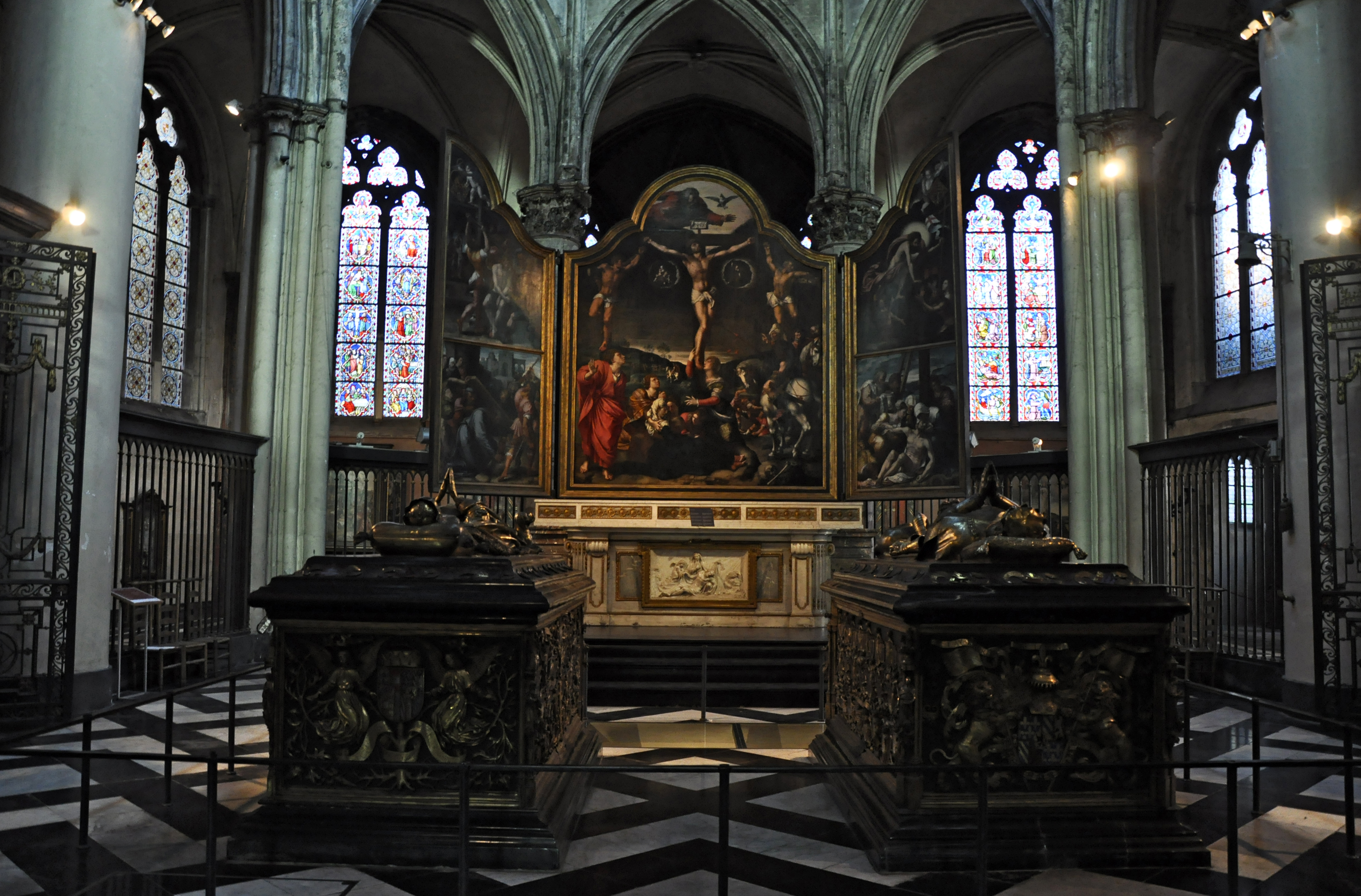
Надгробки на могилах Карла Сміливого та Марії Бургундської
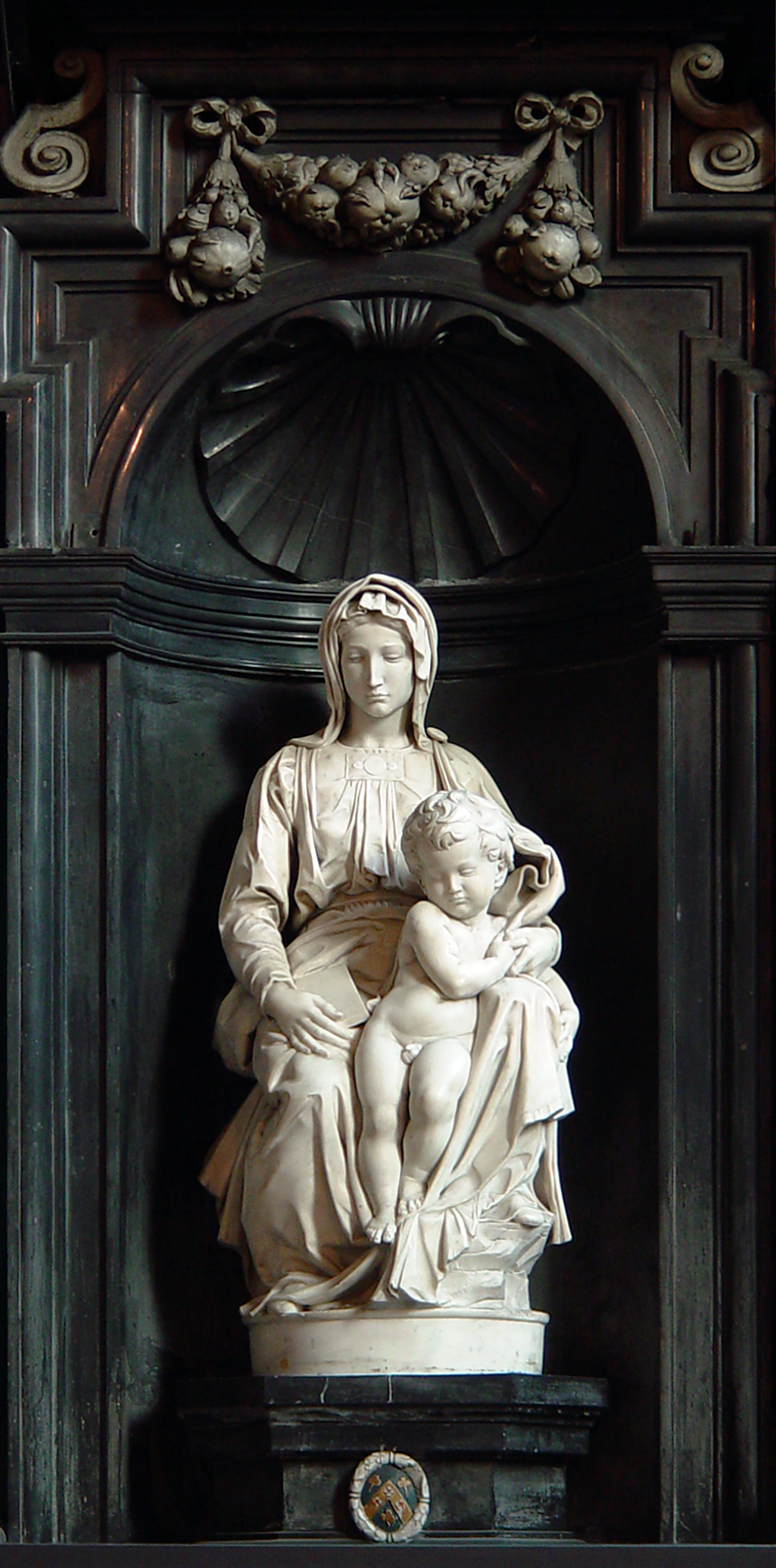
Мадонна з немовлям Мікеланджело
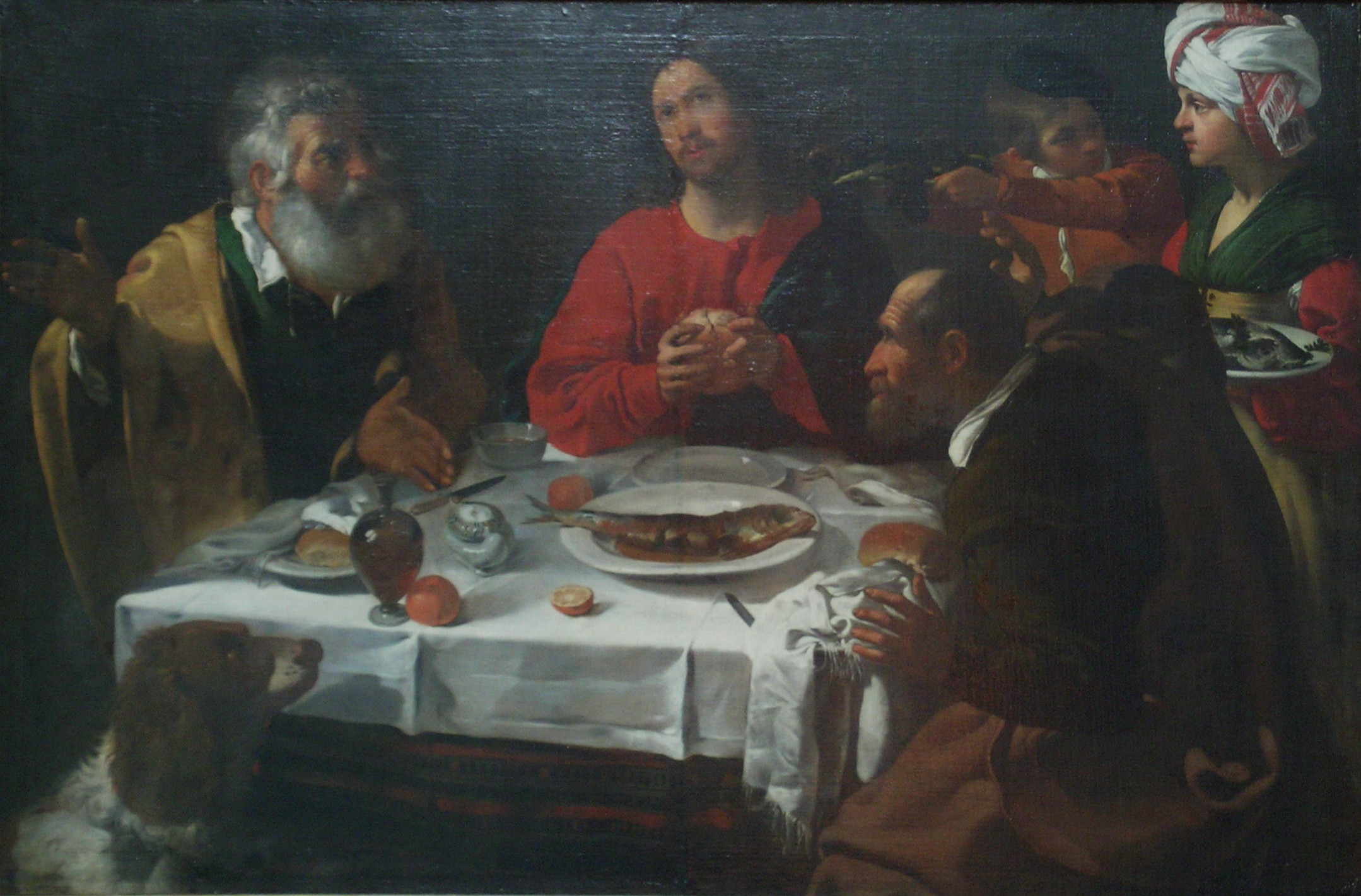
Караваджо, «Тайна вечеря»

## Цікаві факти
Деякі вікна церкви виконані у формі трикутника Рело, що в архітектурі зустрічається доволі рідко.